# Schottersmühle
Schottersmühle ist ein Gemeindeteil des Marktes Wiesenttal im Landkreis Forchheim (Oberfranken, Bayern).

## Geographie und Verkehrsanbindung
Die Einöde Schottersmühle liegt im südöstlichen Bereich des Marktes Wiesenttal an der Staatsstraße 2191, im Tal der Wiesent auf der Gemarkung Engelhardsberg. Westlich und südlich verläuft die Bundesstraße 470. Muggendorf, der Hauptort des Marktes Wiesenttal, liegt gut drei Kilometer westlich, Engelhardsberg einen Kilometer westlich.

## Geschichte
Am 25. Mai 1599 heiratete Margaretha Sebald von der „Schädersmühl“ in der Schlosskirche der Burg Rabeneck Andreas Zahn aus „Weyschenfeldt“. Am 6. Februar 1635 heiratete der Sohn der beiden, „Hans Sebald von der Sottersmühl“ „Magdalena von Engelsberg“ (heute Engelhardsberg). Hans Sebald könnte der Nachfolger als Müller gewesen sein. Etwa fünf Jahrzehnte später gab es noch Müller der Schottersmühle namens Sebald in den evangelisch-lutherischen Kirchenbüchern der Pfarrei Muggendorf.
Am 28. Juli 1708 endete wahrscheinlich nach drei Generationen die Ära der Familie Sebald auf der Schottersmühle. Die beiden nächsten Müller hießen Georg Merz und Heinrich Distler. 1791 kaufte Georg Persau aus Köttweinsdorf für seinen Sohn Johann die Schottersmühle. Die hugenottische Familie Persau war Ende des 17. Jahrhunderts aus Frankreich nach Deutschland gekommen. Der Name Persau, beziehungsweise Bergeat, blieb dann über fünf Generationen auf der Mühle.
1868 wurde die Straße zwischen Doos und Behringersmühle an der Schottersmühle vorbei gebaut. Dadurch kamen immer mehr Reisende in die Gegend und die Schottersmühle erhielt 1869 die Konzession zum Ausschank von Getränken und zur Verabreichung von Speisen. Dies war der Anfang des Gasthauses und Ausfluglokals Schottersmühle.
1911 übernahm Andreas Bergeats Sohn Johann die Mühle. Johann Bergeats Tochter Kunigunde erbte die Mühle und heiratete 1937 den Bauern Ludwig Schäfer aus Gösseldorf, welcher der neue Müller wurde. Dessen Sohn Johann Ludwig Schäfer erbte die Mühle im Jahre 1963. Da er 1968 im Alter von 24 Jahren starb, blieb er der letzte Müller auf der Schottersmühle. Seine Geschwister Helmut und Maria Hildegard führten mit ihren Ehepartnern den Gastronomiebetrieb bis 1979 weiter, unterstützt von Anna Bergeat, geborene Schirmer. An der Fassade der Basilika in Gößweinstein befinden sich die Grabplatten der Familie Bergeat von der Schottersmühle.
Im Herbst 1979 verkauften die Besitzer das Anwesen an die Familie Mai aus Waischenfeld. Das Wasserkraftwerk und das Fischwasser gingen an andere Eigentümer über. Der Isländer Ragnar Arnason kaufte 1989 das Anwesen und renovierten dieses von 1999 bis 2000 grundlegend.
Im Jahr 2021 erwarben das Ehepaar Lisa und Santtu Weniger sowie Birk Müller die Schottersmühle und eröffneten darin 2023 ein Kulturzentrum und den Kulturverein Schottersmühle e. V.

## Baudenkmäler
Die Schottersmühle ist in der Liste der Baudenkmäler in Wiesenttal als Baudenkmal aufgeführt: Die Mühle (Engelhardsberg 43) wurde später eine Gaststätte und ist seit 2020 ein Privathaus. Sie ist ein zweigeschossiger, massiver verputzter Walmdachbau aus dem 18. Jahrhundert. Der massive Backofen, ebenfalls aus dem 18. Jahrhundert, trägt ein Satteldach. Das Hofkruzifix aus Sandstein stammt aus der Zeit um 1800.